# (4010) Nikolʹskij
(4010) Nikolʹskij est un astéroïde de la ceinture principale.

## Description
(4010) Nikolʹskij est un astéroïde de la ceinture principale. Il fut découvert le 21 août 1977 à Naoutchnyï par Nikolaï Tchernykh. Il présente une orbite caractérisée par un demi-grand axe de 2,55 UA, une excentricité de 0,13 et une inclinaison de 5,4° par rapport à l'écliptique.

## Compléments